# 굿모닝 영동
《굿모닝 영동》은 KBS 2TV에서 1993년 6월 2일부터 1993년 7월 15일까지 방영된 KBS 2TV 수목 미니시리즈이다. 향락과 부의 상징인 강남 영동에서 부동산으로 졸부가 된 주근엄과 주근노 형제가 펼치는 향락, 부패의 실상과 그들의 몰락과정을 그렸다.
한편, 그 당시 사정(司正) 바람을 신속하게 드라마에 대입시킨 기민성을 호평받았지만 안방용으로 어울리지 않는 자극적 대사나 장면이 지나치게 노출됐다는 혹평을 받았다.
아울러, 백일섭 (주근노 역)이 해당 작품과 같은 채널 일요아침드라마 《일요일은 참으세요》에 겹치기 출연하느라 체력적으로 어려움을 겪어왔고 해당 작품 종영 뒤 한동안 《일요일은 참으세요》에만 출연했으며 당초 10부작으로 기획됐으나 "방영 횟수를 더 늘려야 한다"는 제작간부진의 강권에 따라 4편 늘린 14회로 막을 내렸다.

## 등장 인물
- 박근형 : 주근엄 역

- 허진 : 근엄 처 오 여사 역

- 백일섭 : 주근노 역

- 송옥숙 : 근노 처 팽 여사 역

- 염정아 : 양혜진 역

- 엄정화 : 주리나 역

- 임종국 : 근엄 부 주 영감 역

- 권미혜 : 근엄 계모 이 여사 역

- 김규철 : 차정보 역

- 온영삼

- 한규희

- 김호진

- 정선일

- 오승룡

- 장정국

- 김경란

- 김동수

- 김성희

- 유영국

- 하미혜

- 나영진

- 박찬환

- 사상기

- 봉혜선

- 이기철

- 송호섭

- 김진화

- 전국근

- 유태술

- 권오성

- 박칠용

- 박태호

- 안영주

- 남영진

- 한영숙

- 김창준

- 문풍지

- 김영하

- 김용식

- 서영애

- 송영웅

- 경인선

- 김형일

- 배도환

- 김환교

- 정소희

- 이종만

- 원미원

- 허기호

- 김진구

- 이원종

- 홍윤정

- 유식

- 신혜수

- 유형관

- 김창봉

- 김석옥

- 전국환

- 최은숙

- 유준석

- 최정훈

- 김지영

- 백찬기

- 곽정희

- 권오현

- 이재포

- 오승명

- 홍승옥

- 김영석

- 정명환

- 오욱철

- 이덕희

- 김영배

- 원종례

- 김봉근

- 권귀옥

- 정호근

- 안문숙

- 김동수

- 박유승

- 김상순

- 김복희

- 박상조

- 김용선

- 손창호

- 이영자

- 임선택

- 이상숙

- 김원배

- 김하균

- 김경응

- 김덕현

- 손종범

- 권성덕

- 사미자

- 안승훈

- 황범식

- 이금복

- 정진

- 김주영

- 민지환

- 박주아

- 순동운

- 노경주

- 전무송

- 전양자

- 최수훈

- 국정환

- 이숙

- 원준

- 김성희

- 정민경

- 이재연

- 김용준

- 이규준

- 황준원

- 오현수

| 한국방송공사 수목 미니시리즈                              | 한국방송공사 수목 미니시리즈                   | 한국방송공사 수목 미니시리즈             |
| 이전 작품                                                 | 작품명                                         | 다음 작품                                |
| --------------------------------------------------------- | ---------------------------------------------- | ---------------------------------------- |
| 기쁨이면서 슬픔인 채로 (1993년 4월 7일 ~ 1993년 5월 27일) | 굿모닝 영동 (1993년 6월 2일 ~ 1993년 7월 15일) | 비검 (1993년 7월 22일 ~ 1993년 8월 19일) |

1. ↑  진성호 (1993년 6월 8일). “사정분위기 반영 세태풍자 돋보여 「굿모닝 영동」 제작진-지원사의 20년노고에 박수 「장학퀴즈」”. 조선일보. 2023년 3월 3일에 확인함.
2. ↑  권혁종 (1993년 6월 15일). “"아!글씨 당분간 쉴래요"”. 조선일보. 2023년 3월 3일에 확인함.
3. ↑  “방송 화제 KBS「굿모닝 영동」방영횟수 4회늘려”. 문화일보. 1993년 6월 24일. 2023년 3월 3일에 확인함.